# Quentin Hall
Quentin Hall (* 1. Juli 1977 in Freeport) ist ein Basketballspieler von den Bahamas.
Der 1,74 m große, schnelle und athletische Point Guard kam 1999 nach Europa, wo er bei Vereinen in Belgien und den Niederlanden unter Vertrag stand. 2005 wechselte er in die Basketball-Bundesliga zu TBB Trier.